# مقاطعة كاكاميغا
1. ↑  "Kenya Census 2009". مؤرشف من الأصل في 2025-03-16. اطلع عليه بتاريخ 2016-11-01.
2. ↑  GeoNames (بالإنجليزية), 2005, QID:Q830106

مقاطعة كاكاميغا هي مقاطعة في تقسيم المحافظات الغربيه في مقاطعة غرب كينيا السابقة. حدودها الجنوبيه د مقاطعة فيهيجا ، كما يحدها من الغرب مقاطعة سيايا، ومقاطعتي بونغوما وترانس نزويا من الشمال، ومقاطعتي ناندي وأواسين جيشو من شرقها. تعتبر مدينه كاكاميغا عاصمتها واكبر مدنها حسب احدث التقييمات يبلغ عدد سكان المقاطعة 1,867,579 نسمة، ومساحتها 3,033.8 كم 2.